# Нёбъю
Нёбъю (в верхнем течении — Нёбь; устар.: Нёб-Ю, Ниод) — река в России, течет по территории Корткеросского района Республики Коми. Устье реки находится в 334 км по правому берегу реки Вычегда на высоте 86 м над уровнем моря. Длина реки составляет 80 км.

## Притоки
(от устья)
- Расъёль (лв)
- 33 км: Шудог (лв)
- Югыдъёль (лв)
- 39 км: Бадьёль (пр)
- 44 км: Войвож (лв)
- 56 км: Станаёль (лв)
- 62 км: Малая Нёбъю (пр)
- Рытьявож (лв)

## Данные водного реестра
По данным государственного водного реестра России относится к Двинско-Печорскому бассейновому округу, водохозяйственный участок реки — Вычегда от истока до города Сыктывкар, речной подбассейн реки — Вычегда. Речной бассейн реки — Северная Двина.
Код объекта в государственном водном реестре — 03020200112103000017320.